# Monolingüismo
El monolingüismo es un hecho sociolingüístico, psicológico y cognitivo asociado al hecho de saber hablar un solo idioma. Es lo opuesto del bilingüismo y del multilingüismo. Las personas cuyo idioma materno está muy extendido en el mundo, es culturalmente influyente o útil económicamente, tienen una gran probabilidad de ser monolingües.
El monolingüismo varía enormemente de unas regiones a otras del planeta; por ejemplo, en África o India el bilingüismo (y ocasionalmente el trilingüismo) es la norma, mientras que en países como Cuba, Portugal (excepto en Miranda de Duero) o Japón el monolingüismo fue casi exclusivo antes de los grandes movimientos migratorios de finales del siglo XX.

## Psicolingüística del monolingüismo
Existen muchos estudios que comparan a hablantes monolingües y bilingües, aunque ninguno de estos estudios ha encontrado evidencia conclusiva de que exista una ventaja definitiva de un tipo de hablantes respecto a los otros.

### Tamaño del vocabulario y fluidez verbal
Según un estudio sobre acceso al léxico, los monolingües suelen tener un vocabulario más amplio comparado con el de los bilingües, y esto aumenta la facilidad de recuperación de palabras entre los monolingües.
Los monolingües también acceden a su vocabulario mental más frecuentemente que los bilingües. En una tarea sobre fluidez con cartas, los monolingües son capaces de responder con más palabras a una carta que los bilingües, aunque este efecto no se ha visto en bilingües con una alta puntuación en vocabulario. También, en el estudio, los monolingües se desempeñan mejor que los bilingües en fluidez oral. Si las capacidades de vocabulario se comparan entre personas con similar puntaje de vocabulario estas diferencias tienden a desaparecer lo que sugiere que el tamaño del vocabulario pueden ser un factor correlacionado con la fluidez verbal. El mismo estudio mostró usando un gran número de bilingües que en una versión modificada de la tarea de fluidez por carta que requería mayor control ejecutivo los bilingües tenían mejor desempeño. Así pues una vez el dominio de vocabulario se controla como variable, los bilingües tienen mejor desempeño en fluidez escrita, aunque cuando se comparan bilingües y monolingües sin separar adecuadamente el efecto del dominio de vocabulario los monolingües parecen tener mejor desempeño general.[cita requerida]

### Creatividad
En otro estudio sobre creatividad que estudiaba niños monolingües y bilingües de Singapur, los investigadores encontraron que los monolingües tenían mejor desempeño en fluidez y flexibilidad que los bilingües. La tendencia se invertía, sin embargo, sobre las pruebas de originalidad y elaboración.

### Bienestar mental
En otro estudio llevado a cabo en Canadá, se ha mostrado que los monolingües tienen desventajas en el inicio de la senilidad comparados con los bilingües. En este estudio, parece que ser bilingüe está asociado con un retraso de la demencia en un promedio de cuatro años, respecto a los monolingües. El trabajo más reciente de Bialystok también muestra que el bilingüismo prolongado a lo largo de toda la vida puede retrasar los síntomas de demencia.

### Emoción y comportamiento
Un estudio llevado a cabo con niños en sus primeros años de escolarización sugería que existen beneficios emocionales y conductuales en los bilingües. En el mismo estudio, los hallazgos muestran que los niños monolingües, en particular los monolingües de una de las dos lenguas, muestran un comportamiento más deficiente en sus respuestas emocionales durante sus años escolares. Los monolingües tienen mayores problemas a la hora exteriorizar o interiorizar los problemas de conducta. Por el contrario, los bilingües con fluidez tenían un nivel menor de problemas conductuales. Los autores sugieren que el monolingüismo podría ser un factor de riesgo. Sin embargo, si existe un entorno de apoyo con profesores experimentados, los niños parecen tener respuestas emocionales más adecuadas.